# 張繼鄒
張繼鄒（？—？），山东人，清朝政治人物。进士出身。
道光十八年，登进士。道光二十六年（1846年），擔任清朝廣州府南海縣知縣。后由馮源接任。